# Tylenchoidea
Super-famille
Les Tylenchoidea sont une super-famille de nématodes de l'ordre des Rhabditida. Tylenchus est le genre type.

## Liste des familles
Selon World Register of Marine Species (22 mai 2021) :
- Heteroderidae Filipjev & Schuurmans Stekhoven, 1941
- Pratylenchidae Thorne, 1949
- Psilenchidae Paramonov, 1967
- Tylenchidae Örley, 1880
- Nacobbidae Chitwood in Chitwood & Chitwood, 1950, synonyme de Pratylenchidae Thorne, 1949
- Rhadopholidae Allen & Sher, 1967, synonyme de Pratylenchidae Thorne, 1949

Selon BioLib (22 mai 2021) :
- Atylenchidae
- Belonolaimidae
- Ecphyadophoridae Skarbilovich, 1959
- Tylenchidae
- Tylodoridae Paramonov, 1967

Selon l'INPN (22 mai 2021) (familles recensées en France uniquement) :
- Hoplolaimidae Filipjev, 1934
- Psilenchidae Paramonov, 1967
- Tylenchidae Örley, 1880